# Lygosoma guentheri
Espèce
Synonymes
- Eumeces punctatus Günther, 1864
- Eumeces guentheri Peters, 1879
- Riopa guentheri (Peters, 1879)

Lygosoma guentheri est une espèce de sauriens de la famille des Scincidae.

## Répartition
Cette espèce est endémique d'Inde. Elle se rencontre dans les États du Karnataka, du Maharashtra et d'Andhra Pradesh.

## Étymologie
Cette espèce est nommée en l'honneur d'Albert Charles Lewis Günther. Celui-ci avait décrit Eumeces punctatus en 1864 mais ce nom était préoccupé par Eumeces punctatus (Gmelin, 1799) (Lygosoma punctata de nos jours) ; Wilhelm Peters l'a donc renommé Eumeces guentheri.

## Publications originales
- (en) Günther, 1864 : The reptiles of British India, London, Taylor & Francis, p. 1-452 (texte intégral).
- (de) Peters, 1879 : Neue oder Weniger bekannte Eidechsenarten aus der Familie der Scinciden (Eumeces güntheri, Euprepes notabilis, Ablepharus rutilus). Sitzungsberichte der Gesellschaft Naturforschender Freunde zu Berlin, vol. 1879, p. 35-37 (texte intégral).